# Ivo Tesi
Ivo Tesi (Pistoia, 14 maggio 1919 – ...) è stato un calciatore italiano, di ruolo centrocampista.

## Carriera
Cresciuto con la Pistoiese, con cui disputa una gara nel campionato di Serie B 1935-1936, e con la Fiorentina, nel 1938 passa alla Reggiana dove debutta in Serie C. L'anno successivo gioca in Serie B con il Vigevano. Nel 1941 ritorna in Serie C dove disputa due campionati con la maglia del Catania.
Nel dopoguerra gioca altri due campionati di Serie B con la Gallaratese ed infine torna al Catania dove disputa la sua ultima stagione in Serie C nel 1949.

## Palmarès

### Club

#### Competizioni nazionali
- Serie C: 2

Catania: 1942-1943, 1948-1949